# Hippomanes
Die Hippomanes (griech. ἱππομανές) – auch als Rosswut, Pferdebrunst, Rossbrunst, Lätizel, Wonne, Fohlenbrot, Netzlein, Nutzen oder Füllenmilz bezeichnet – sind bräunliche oder olivgrünliche, elastische Bildungen, die physiologisch während der Trächtigkeit bei Stuten entstehen. 

## Entstehung
Die bis zu faustgroßen Hippomanes sitzen entweder gestielt an der Innenwand der Allantoisblase oder schwimmen frei in der Allantoisflüssigkeit. Gelegentlich kommen solche Bildungen auch bei Wiederkäuern („Kälberbrot“) oder Schweinen vor. Hippomanes entstehen aus unverbrauchter und eingedickter Nährflüssigkeit (Histiotrophe) der Plazenta, die das Allantochorion nach innen einstülpt. Sie sind häufig von abgestoßenen Zellen umgeben. 

## Gebrauch als Aphrodisiakum
Hippomanes galt in der Antike als Aphrodisiakum. Laut Plinius dem Älteren werden die Hippomanes, die man angeblich als zähen Körper auf der Stirn des neugeborenen Füllens findet, von der Stute sofort nach der Geburt gefressen. Hinderte man die Stute daran, so empfände sie keine Zuneigung zum Fohlen und weigere sich, es zu nähren, weshalb man glaubte, die Liebeskraft sei in den Hippomanes konzentriert.
Der sogenannte „Brunstschleim“, eine klebrige Flüssigkeit aus der Scham der Stuten, wurde in der Antike ebenfalls als Hippomanes bezeichnet und gleicherweise für Liebestränke und Liebeszauber gebraucht. Dazu Vergil in den Georgica (3,280): 
Hieraus entsteht zuletzt, was richtig der Hirte die Roßwut
Nennet; langsam enttropft das Gift dem Leibe der Stuten,
Roßwut, welche sich oft stiefmütterlich grausame Weiber
Suchen und Kraut einmischen und unheilbringende Worte.
Übersetzung von Johann Heinrich Voß
In einer Erzählung der griechischen Mythologie wird Glaukos, der Sohn des Sisyphos, bei den Begräbnisspielen für Pelias, den Vater des Akastos, während des Wagenrennens von seinen Pferden aufgefressen, weil Aphrodite diese mit Hippomanes wild gemacht hat.